# Хоукс, Кристен
Кристен Хоукс (Kristen Hawkes; род. 1944) — американский антрополог, специалист по эволюционной экологии охотников-собирателей, эволюции человека. Доктор философии (1976), заслуженный профессор Университета Юты, где трудится с 1973 года. Член НАН США (2002) и Американского философского общества (2021). Лауреат Rosenblatt Prize Университета Юты (2002).
Окончила Университет штата Айова (бакалавр социологии и антропологии, 1968). В Вашингтонском университете получила степени магистра (1970) и доктора философии (1976) по антропологии. С 1973 года сотрудница кафедры антропологии Университета Юты, с 1976 г. ассистент-профессор, с 1980 г. ассоциированный профессор, с 1987 г. профессор, с 2001 г. заслуженный профессор, в 1996—2002 гг. заведующая кафедрой.
Член Американской академии искусств и наук (2009).
Проводила этнографические полевые исследования. Редактор Oxford Encyclopedia of Evolution.